# Milka Podrug-Kokotović
Milka Podrug Kokotović (Dicmo, 19. rujna 1930. − Split, 7. lipnja 2025.) bila je hrvatska kazališna, televizijska i filmska glumica.

## Životopis
Rođena je u Dicmu, ali je djetinjstvo i mladost provela u obližnjem Splitu, gdje su joj roditelj i prije živjeli. Nakon splitske klasične gimnazije u Zagrebu upisuje glumačku školu, a završava je 1953. u Sarajevu.
U šibenskom kazalištu provela je jednu sezonu. Od 1954. igra u Kazalištu Marina Držića u Dubrovniku. Od 1964. sudjeluje na Dubrovačkim ljetnim igrama.
Smatrana je karakternom glumicom. Igrala je podjednako uloge tragičnih heroina i komične likove.
Nagradu Vladimir Nazor za životno djelo dobila je 1993.

## Filmografija

### Televizijske uloge
- "San bez granica" (1991.)
- "Tuđinac" kao Mare (1990.)
- "Zagrljaj" kao Mare i Madina majka (1988.)
- "Nepokoreni grad" kao Goranova majka (1982.)
- "Dubrovačka trilogija" (1981.)
- "Ča smo na ovon svitu" kao Kata Aždaja (1973.)
- "Naše malo misto" kao Letizia (1970.)

### Filmske uloge
- "Slijedi..." kao baka #4 (kratki film) (2020.)
- "Bella Biondina" kao None (2011.)
- "Dubrovački suton" (1999.)
- "Tužna Jele" kao Marija (1998.) - TV-kazališna predstava
- "Sedma kronika" kao časna Benedikta (1996.)
- "Baka Bijela" kao Baka Bijela (1992.)
- "Ljeto za sjećanje" kao Tončika (1990.)
- "Karneval, anđeo i prah" kao Mare i gazdarica (1990.)
- "Bijeg" (1989.)
- "Razbijena vaza" kao Kate (1989.)
- "Ne" kao Zdenka (1983.)
- "Terasa" kao Blanka (1983.)
- "Sustanar" (1982.)
- "Aretej" (1981.)
- "Poglavlje iz života Augusta Šenoe" (1981.)
- "Nevjeste dolaze" kao Jela (1979.)
- "Okupacija u 26 slika" kao Nina Andrejevna (1978.)
- "Mećava" kao Jolina žena Manda (1977.)
- "Klara Dombrovska" kao Amalija (1976.)
- "Prikazivanje Dubravke ljeta gospodnjega MCMLXXIII." (1975.)
- "Mirisi, zlato i tamjan" kao Draga (1971.)
- "Maškarate ispod kuplja" kao gospođa Ane (1970.)
- "Sunce tuđeg neba" kao Maksimova žena (1968.)

## Vanjske poveznice
- Milka Podrug-Kokotović u internetskoj bazi filmova IMDb-u (engl.)